# Bastion Host
Unter einem Bastion Host versteht man einen Server, der Dienste für das öffentliche Internet oder nicht vertrauenswürdige Netze (beispielsweise große nicht separierte Intranet-Umgebungen) anbietet oder als Proxy bzw. Mailserver auf das öffentliche Internet zugreift und daher besonders gegen Angriffe geschützt werden muss. Die Rolle des Bastion Hosts eignet sich für Server im exponierten Bereich und sollte daher nicht mit anderen Serverrollen kombiniert werden.

## Konfiguration

### Netztopologie
Zum Schutz wird der Server in einem Netz platziert, das sowohl gegenüber dem Internet als auch dem internen Netz durch eine Firewall abgesichert wird. Ein solches Netz wird als demilitarisierte Zone bezeichnet.
Die eingesetzten Firewalls, welche dieses separate Netz sichern, sollten hierbei möglichst restriktiv konfiguriert sein. Zum Beispiel sollte der direkte Zugriff aus dem internen Netz zum Internet nicht möglich sein. Auch sollten nur die Ports freigegeben werden, die für den Betrieb benötigt werden. Ein Webserver wird in der Regel keine eigenen Zugriffe zu anderen Webservern im Internet aufbauen. Daher sollte der Aufbau einer Verbindung zu einem Port 80 durch die Firewall untersagt werden.

### Zugriff auf den Server
Ein solcher Rechner sollte immer entsprechend vor Zugriffen abgeschirmt werden. Bei einem On-Premises-Betrieb sollten nur berechtigte Personen Zugang zum Rechenzentrum erhalten. In einem Cloud-Umfeld müssen die Berechtigungen entsprechend gesetzt werden.

### Installation und Konfiguration der Software
Bei der Konfiguration eines solchen Rechners ist darauf zu achten, dass nur die Software installiert wird, die unbedingt für den Betrieb des Rechners benötigt wird. Bei der Installation sollte darauf geachtet werden, dass nur die für den Betrieb unbedingt notwendigen Merkmale installiert werden.
Außerdem sollten die Anwendungen nur mit den für den Betrieb unbedingt notwendigen Berechtigungen versehen werden.
Die Installation von Entwicklungsumgebungen sollte daher vermieden werden, um Angreifern nicht durch die Bereitstellung entsprechender Werkzeuge bei einem Einbruch zu unterstützen.
Auch sollte der Betrieb mehrerer Dienste auf einem Rechner vermieden werden, da hierdurch das Risiko eines Angriffs erhöht wird.

## Überwachung und Betrieb
Der Betrieb eines solchen Rechners sollte nur von erfahrenen Administratoren durchgeführt werden, da eine ständige Kontrolle der Aktivitäten durch eine Analyse der Logdateien erforderlich ist. Außerdem sollte sich der Administrator über aktuell bekanntgewordene Sicherheitslücken informieren, um eine Gefährdung des Systems im Voraus abwehren zu können.
Hierbei muss der Administrator in der Lage sein, zu beurteilen, ob die gemeldete Sicherheitslücke für das betroffene System relevant ist, um gegebenenfalls durch entsprechende Konfiguration des Systems oder Installation eines Patches das System vor Angriffen zu schützen.

## Sicherheitsrichtlinien
Um Fehlentscheidungen in Krisensituationen zu vermeiden, ist es sinnvoll, Sicherheitsrichtlinien aufzustellen, in denen unter anderem auch Verhaltensregeln im Falle eines erfolgreichen Angriffs enthalten sein sollten. Ebenfalls sollten die organisatorischen Zuständigkeiten für entsprechende Entscheidungen in einem solchen Dokument eindeutig geregelt sein.
Auch für die Planung können solche Richtlinien hilfreich sein, um eventuelle Fehler im Voraus zu vermeiden.

## Regularien
Regularien wie Payment Card Industry Data Security Standard (PCI-DSS)', Health Insurance Portability and Accountability Act of 1996 (HIPAA) und Sarbanes-Oxley Act of 2002 (auch SOX) schreiben die Nutzung eines Bastions Hosts mit Vier-Augen-Prinzip zwingend vor.